# Bergerdamm-Hanffabrik

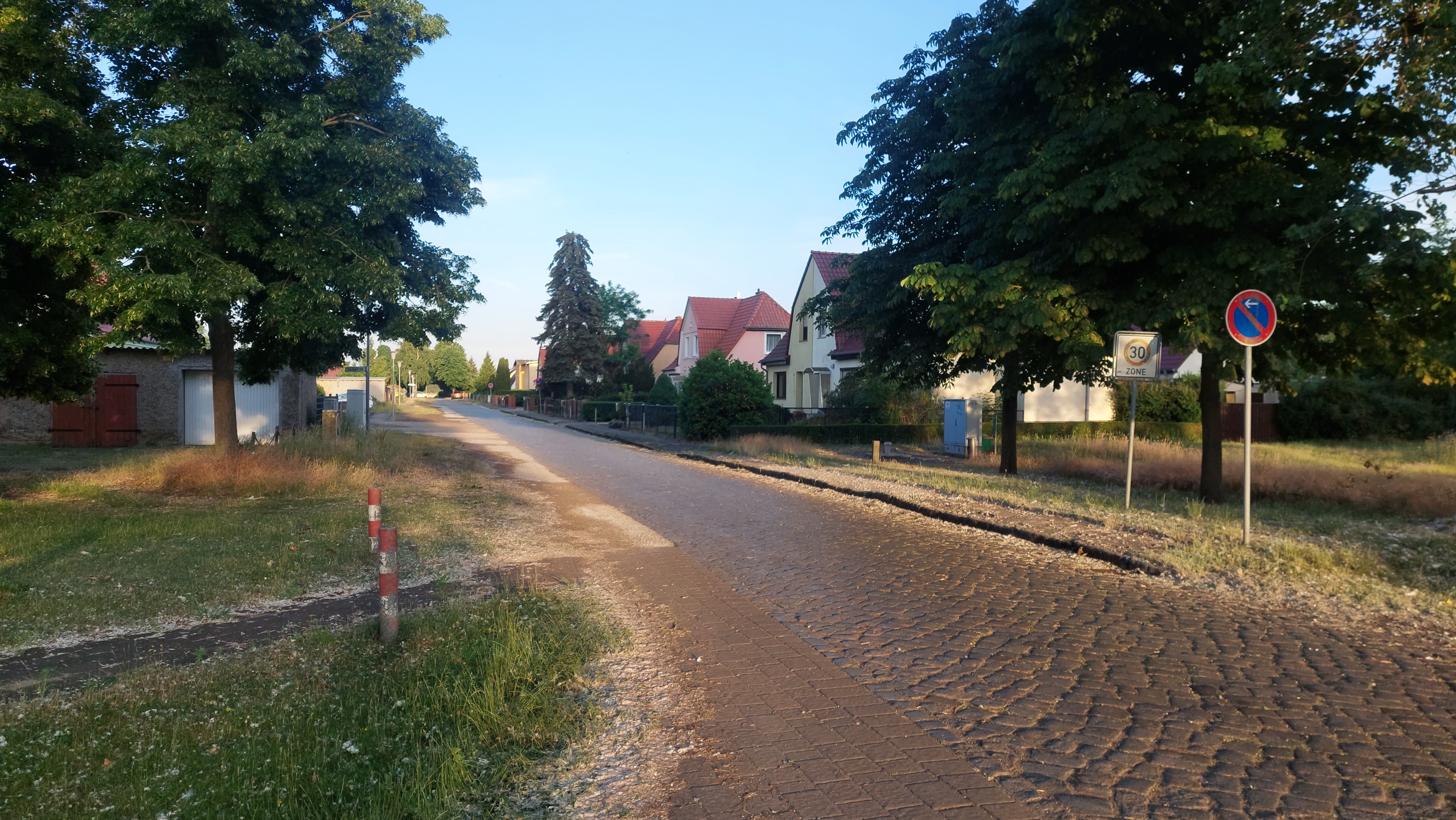
Siedlerstraße am Wohnplatz Hanffabrik

Bergerdamm-Hanffabrik ist ein Wohnplatz im Ortsteil Bergerdamm der Stadt Nauen im brandenburgischen Landkreis Havelland.

## Lage
Der Wohnplatz Hanffabrik liegt im Havelländischen Luch, rund acht Kilometer nordwestlich von Nauen und östlich der Landesstraße 173, die vier Kilometer weiter südlich bei Berge in die Bundesstraße 5 mündet und nördlich in Richtung Fehrbellin führt. Der Große Havelländische Hauptkanal verläuft nördlich des Wohnplatzes. Nur einen Kilometer weiter nördlich liegen jeweils östlich und westlich der L 173 die Wohnplätze Hertefeld und Bergerdamm-Lager.

## Geschichte
Der Wohnplatz entstand während des Ersten Weltkriegs, während dem Deutschland weitgehend von der Einfuhr von textilen Faserstoffen aus dem Ausland und den Kolonien abgeschnitten wurde. Um den Mangel an importierten textilen Faserstoffen zu kompensieren, gründeten sich Gesellschaften wie die Kriegs-Flachsbau Gesellschaft oder die Deutsche Hanfanbau-Gesellschaft. Die Deutsche Hanfanbau-Gesellschaft forcierte die Steigerung des Hanfanbaus sowie den Bau von zunächst drei, später fünf Hanffabriken in ganz Deutschland, eine davon am Standort Bergerdamm. Sie kaufte dazu dem Landwirt und Gutspächter Arthur Schurig, der seit 1908 Pächter der Domäne Hertefeld östlich der Berger Dammes war, ein rund 80 Morgen (20 Hektar) großes Stück Bauland ab, auf dem die Fabrik errichtet wurde. Zur gleichen Zeit wurde unter Verwendung der Arbeitskraft von Kriegsgefangenen, die im nahegelegenen Bergerdamm-Lager untergebracht waren, die Kultivierung des Luchs sowie der Hanfanbau auf der Domäne Hertefeld weiter vorangetrieben. Die Fabrik wurde nach Ende des Ersten Weltkriegs von Schurig aufgekauft und entwickelte sich zur größten Produktionsstätte von Hanffasern in Deutschland. Neben der Fabrik wurden auch Wohngebäude für Arbeiter errichtet.
Die Fabrik wurde zu DDR-Zeiten vom VEB Plakotex weiterbetrieben und stellte ihren Betrieb mit der Wende ein.

## Belege
1. ↑  Inlandserzeugung an Flachs und Hanf In: Leipziger Monatsschrift für Textilindustrie, Nr. 28 XXXI. Jahrgang vom 12. Juli 1916
2. ↑  Märkische Allgemeine: Bergerdamm: Geprägt durch Hanf und Badesee, veröffentlicht am 27. Juli 2016, abgerufen am 15. Juli 2022

Koordinaten: 52° 39′ N, 12° 48′ O